# Atmosphere (polski zespół muzyczny)
Atmosphere – leszczyński zespół rockowy, który tworzą: Marcin Rozynek, Waldemar Dąże, Arek Lisowski, Filip Rozynek i Mikołaj Lisowski.

## Historia

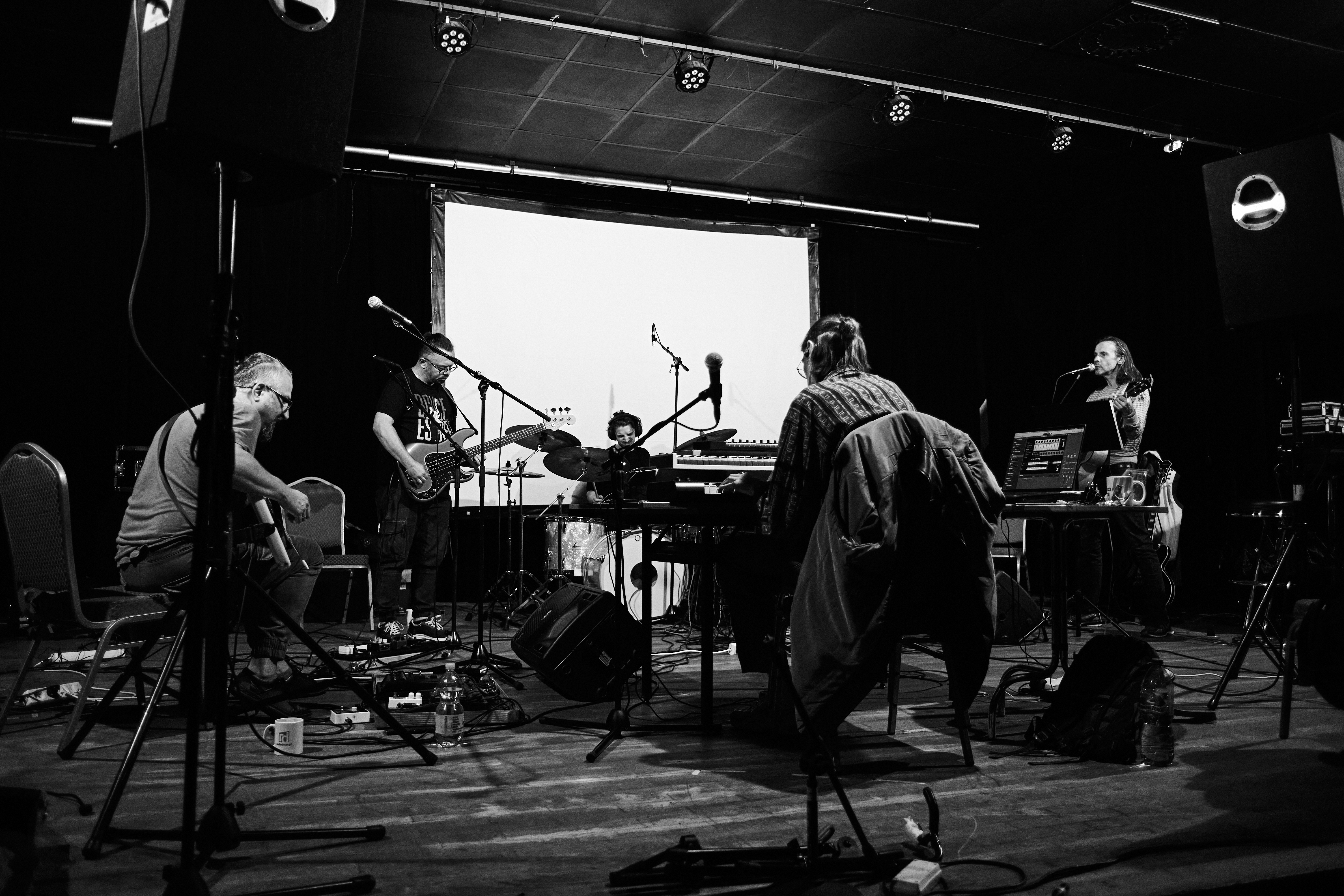

Początki formowania zespołu sięgają lat 1988/1989, kiedy to Waldemar Dąże i Łukasz Wachowiak spotkali się w klasie I Liceum Ogólnokształcącego w Lesznie.
W roku 1990/1991 dołączył perkusista Dariusz Matuszewski i rozpoczęły się regularne próby.
W 1991/1992 połączyli siły z leszczyńskim duetem Ester, założonym w 1987 roku w Lesznie, w którym grali Mikołaj Kobus, oraz Marcin Rozynek. W 1992 roku dołączył Aleksander Wnukowski. W tym składzie pod nazwą Książę i Ester zespół występował do roku 1994, w którym zmieniono nazwę zespołu na Atmosphere w ramach festiwalu Warszawska Mokotowska Jesień Muzyczna. Zespół zajął na nim II miejsce, po Myslovitz. W roku 1996 zespół wygrał Marlboro Rock In i kontrakt z Sony Music Entertainment Poland.
W 1997 roku ukazała się pierwsza płyta zespołu o tytule Atmosphere. Zespół otrzymał nagrodę miesięcznika Tylko Rock za fonograficzny debiut roku, oraz nagrodę czytelników tego magazynu za debiut roku. Zespół otrzymał także nominację do nagrody Fryderyk w kategorii fonograficzny debiut roku.
W 1999 roku zespół wydał drugą płytę pod tytułem Europa naftowa.
W roku 2000 doszło do rozpadu zespołu, Marcin Rozynek zdecydował się na rozpoczęcie współpracy z Grzegorzem Ciechowskim.
Po jakimś czasie Mariusz Łuczak rozpoczął współpracę z Marcinem Rozynkiem, a Waldemar Dąże grał nadal z Łukaszem Wachowiakiem. Utworzyli razem kilka propozycji nowego materiału, który jednak ze względu na problemy z wydaniem nie ukazał się.
Reaktywacja Atmosphere nastąpiła podczas pierwszych prób w nowym składzie w roku 2020. W grudniu 2022 do stacji radiowych trafił pierwszy singiel „Lauda”, pochodzący z zapowiadanej na wiosnę 2023 roku płyty pod tytułem "Coraz inaczej".

## Skład
- Waldek Dąże – wokal, gitara
- Marcin Rozynek – śpiew, gitara
- Arkadiusz Lisowski – bas
- Mikołaj Lisowski – perkusja
- Filip Rozynek – instrumenty klawiszowe

### Dawni członkowie zespołu
- Łukasz Wachowiak – gitara, bas (do 2000[potrzebny przypis])
- Dariusz Matuszewski – perkusja (do 1999)[1][10]
- Aleksander Wnukowski – instrumenty klawiszowe (przed 1999)[10]
- Mikołaj Kobus – śpiew, gitara
- Mariusz Łuczak – perkusja (1999–2000[potrzebny przypis])

## Dyskografia
Albumy:
- Atmosphere (Columbia Polska, 1997)[2]
- Europa naftowa (Columbia Polska, 1999)
- Made In Poland (Sony Music Polska, 2013) – kompilacja Atmosphere i Europa naftowa
- Coraz inaczej (Lauda Records, 2023)[12]

Single:
| Rok  | Tytuł                   | Pozycja na Liście |
| Rok  | Tytuł                   | LP3               |
| ---- | ----------------------- | ----------------- |
| 1997 | Wyrzucenie              | –                 |
| 1997 | Zamykam oczy            | 34                |
| 1997 | Niewielki skrawek ziemi | 50                |
| 1998 | Rzeka                   | –                 |
| 1999 | Lissa                   | 42                |
| 1999 | E-98                    | –                 |
| 1999 | Ulice San Francisco     | –                 |
| 1999 | Anielski młyn           | –                 |
| 2022 | Lauda                   | –                 |
| 2023 | Coraz inaczej           | –                 |